# Harold Norse
Harold Norse (Nueva  York, 6 de julio de 1916 – San Francisco, 8 de junio de 2009) fue un escritor estadounidense de la beat generation, conocido defensor de los derechos civiles LGTBI.

## Biografía
Nacido como "Harold Rosen" (Norse sale de cambiar el nombre de las letras de su apellido) en una familia de inmigrantes judíos lituanos en Brooklyn
Egresó en 1938 en el College de Brooklyn de la Universidad de la Ciudad de Nueva York, y en esa época entabló amistad con Chester Kallman, Wystan Hugh Auden o William Carlos Williams.
Vivió fuera de Estados Unidos de 1954 a 1969, primero en Italia donde descubrió prácticas de meditación budistas y desde 1959 en el Beat Hotel de París, con otros miembros de la beat generation como Allen Ginsberg, William Burroughs o Gregory Corso y más tarde en Tánger con Jane y Paul Bowles.

## Libros
- The Undersea Mountain, 1953
- Karma Circuit, 1966
- The Dancing Beasts, 1962
- Hotel Nirvana: Selected Poems, 1953-1973, 1974
- I See America Daily, 1974
- Carnivorous Saint: Gay Poems 1941-1976, 1977
- Mysteries of Magritte, 1984
- The Love Poems (1940-1985), 1986
- Memoirs of a Bastard Angel, 1989
- The American Idiom: A Correspondence, with William Carlos Williams, 1990
- Fly like a bat out of hell : the letters of Harold Norse and Charles Bukowski, 2002
- In the Hub of the Fiery Force, Collected Poems of Harold Norse 1934-2003,2003